# Bob Saget
Robert Lane "Bob" Saget (Filadèlfia, 17 de maig de 1956 - Comtat d'Orange, Florida, 9 de gener de 2022) fou un actor i comediant estatsunidenc que va fer-se famós pel seu paper protagonista a la sèrie Full House (Padres forzosos).